# Orybina
Orybina é um gênero de mariposa pertencente à família Crambidae.